# Cardiocondyla argentea
Cardiocondyla argentea (лат.) — вид мелких муравьёв рода Cardiocondyla из подсемейства мирмицин (Myrmicinae). Эндемик Сулавеси и Малуку (Индонезия), встречается на высотах от уровня моря до 800 м. Название происходит от латинского слова argentum (серебро) из-за серебристого блеска
уплощенных головных и грудных волосков опушения.

## Описание
Длина около 2 мм. Основная окраска тела коричневая. Отличается от близких видов следующими признаками: голова очень короткая (соотношение длины и ширины, CL/CW 1,038—1,065), дорсум петиолярного узла в профиль полукруглый, серебристые волоски опушения на голове плоские. Скапус сравнительно длинный, глаза мелкие. Вид был впервые описан в 2023 году немецким мирмекологом Б. Зейфертом (Bernhard Seifert; Зенкенбергский музей). C. argentea морфологически сходен с видом Cardiocondyla argyrotricha. Биология неизвестна. Вместе с C. semiargentea, C. argyrotricha, C. latifrons, C. micropila, C. pirata эти виды отнесены к видовой группе Cardiocondyla argentea Group, для которой характерны равномерно выпуклый дорсальный профиль мезосомы с отсутствующей или только предполагаемой метанотальной впадиной и в дорсальном виде без пронотальных углов, проподеальные шипы хорошо развиты, постпетиолярный стернит заметно двулопастной.